# 博福特縣 (北卡羅萊納州)
博福特縣 （英語：Beaufort County）是美国北卡罗来纳州東部大西洋沿岸的一個郡，面積2,390平方公里。根据2020年美國人口普查，共有人口44,652人。縣治華盛頓（Washington）。該縣成立於1705年12月3日，原名潘普卡福（Pamplecough），1712年改為現名；縣名來自縣治，紀念第二代博福特公爵亨利·薩默塞特。